# Pojazd zabytkowy

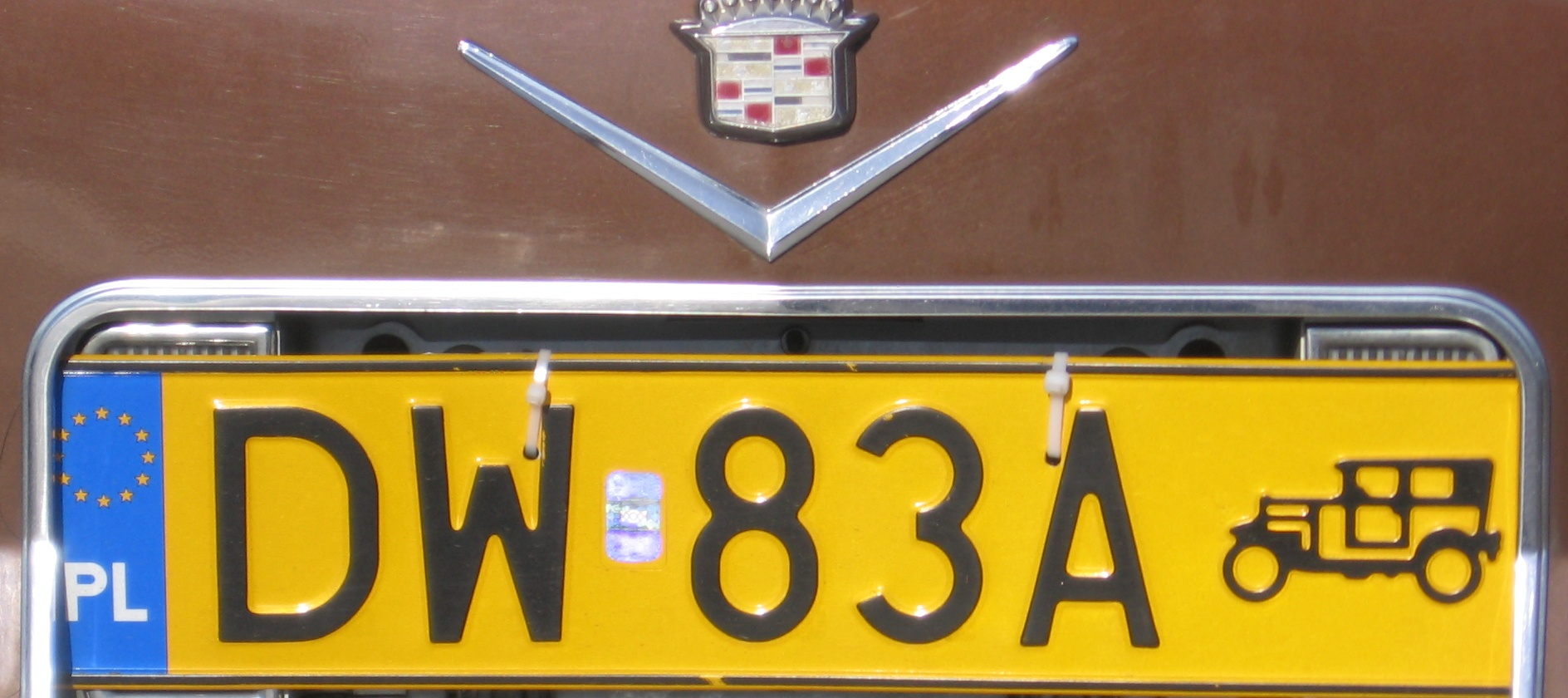
Tablica rejestracyjna pojazdu zabytkowego

Pojazd zabytkowy – wedle ustawy Prawo o ruchu drogowym pojazd, który na podstawie specjalnych przepisów został wpisany do rejestru zabytków ruchomych lub znajduje się w wojewódzkiej ewidencji zabytków, a także pojazd wpisany do inwentarza muzealiów, zgodnie z odrębnymi przepisami.
W praktyce definicja pojazdu zabytkowego jest bardzo szeroka i płynna. Wedle polskiego portalu Oldtimery.com jest to każdy pojazd, którego produkcję rozpoczęto przed rokiem 1980. Zabytkowym pojazdem (mimo że młodszym niż wyprodukowanym po roku 1980) może być także każdy inny, który przysłużył się rozwojowi motoryzacji, wpłynął na bieg i rozwój przyszłych modeli lub jest na tyle rzadki, że jego udokumentowanie można zaliczyć jako do ważnego wydarzenia motoryzacyjnej historii na które dane auto miało wpływ. Wg polskich przepisów o rejestrze ruchomych zabytków auto, które:
- ma przynajmniej 30 lat w przypadku pospolitych pojazdów
- minęło 15 lat od zakończenia jego produkcji
- ma minimum 75 proc. oryginalnych części.

Autem taki może stać się zarówno model już nieprodukowany, klasyczny np. Mercedes W115 220D (ilustracja obok), którego produkcja skończyła się wiele lat temu, lub też auta dużo nowsze jakimi są Alpina B10 Bi-Turbo czy Lotus Omega z lat 1990–1992, auta które zostały wyprodukowane w liczbie mniejszej niż 1000 sztuk i które były najszybszymi sedanami na świecie w początku lat 90., z technologią podwójnego doładowania, o których seryjny przemysł motoryzacyjny (z wyłączeniem pojazdów wyścigowych) w tych czasach nie słyszał.
Youngtimer – terminem tym określa się też stosunkowo młode (lata 60.– 90. XX wieku), ale już zabytkowe pojazdy utrzymane w swoim oryginalnym stylu. Tego określenia używa się również w stosunku do pojazdów, które jeszcze nie są zabytkami, ale wkrótce będą nimi i tak. Polski portal Oldtimery.com definiuje youngtimery jako samochody wyprodukowane w latach 1981–1990, jednak termin youngtimer jest bardzo płynnym zagadnieniem i ciężko jednoznacznie określić jakie auta mogą się w nim znaleźć. 
Oldtimer – określenie pojazdu zabytkowego pochodzące na pierwszy rzut oka z języka angielskiego, lecz zostało utworzone w Niemczech jako pseudoanglicyzm. Określenie oldtimer posiada w języku angielskim inne znaczenie, nie związane z pojazdami. Zapożyczony termin oldtimer również powszechnie używany jest w Polsce.
Pojazd historyczny – jest to określenie pochodzące z ustawy o ubezpieczeniach obowiązkowych OC.
W myśl tej ustawy pojazd musi spełniać jeden z poniższych warunków by mógł być uznany za historyczny:
- pojazd zabytkowy w rozumieniu przepisów ustawy – Prawo o ruchu drogowym
- pojazd wpisany do księgi inwentarza muzealiów zgodnie z przepisami dotyczącymi ewidencjonowania dóbr kultury w muzeach
- pojazd mający co najmniej 40 lat
- pojazd mający co najmniej 25 lat, który został uznany przez rzeczoznawcę samochodowego za pojazd unikatowy lub mający szczególne znaczenie dla udokumentowania historii motoryzacji[2].